# Jean Leloup
Cet article possède des paronymes, voir Jean-le-Loup, Jean-Yves Leloup et Jean-Yves Leloup (journaliste).
Pour les articles homonymes, voir Jean Leclerc et Leclerc.
Jean Leclerc, né le 14 mai 1961 à Sainte-Foy, et mieux connu sous le pseudonyme de Jean Leloup, est un auteur-compositeur-interprète québécois. Éclectique, il a touché divers genres musicaux, en plus d'étendre son champ d'activité au cinéma, à la télévision et à la littérature.

## Biographie

### Premières années
Né à Sainte-Foy en 1961 de parents québécois, Jean Leclerc a grandi en Afrique, plus précisément au Togo et en Algérie. C'est durant cette période de sa vie que la culture et le mode de vie de sa terre d'accueil l'influencent et on en retrouvera la marque plus tard dans plusieurs de ses chansons.
Il apprend la guitare en écoutant la musique des Rolling Stones, les Beatles et Jimi Hendrix. Il est aussi influencé par des icônes colorées de la musique française comme Jacques Dutronc, Jacques Higelin, Serge Gainsbourg et Michel Polnareff.
Il se fait remarquer au Festival international de la chanson de Granby en 1983 et il participe à l'opéra-rock Starmania en 1986, dont il se distanciera vite en raison de son caractère « propret ». Optant pour le nom de scène de Jean Leloup (surnommé John the Wolf par les fans et par lui-même), il apparaît sur scène à Montréal à la fin des années 1980. Dès le début de sa carrière, il fait des vagues avec ses chansons aux textes provocateurs.

### Débuts et succès
Cette section ne s'appuie pas, ou pas assez, sur des sources secondaires ou tertiaires indépendantes du sujet. Le texte peut contenir des analyses inexactes ou inédites de sources primaires.
Pour l'améliorer, ajoutez-en, ou placez des modèles {{Source secondaire souhaitée}} ou {{Source secondaire nécessaire}} sur les passages mal sourcés. (décembre 2022)
En 1989, il lance son premier album Menteur et produit deux vidéoclips pour les chansons Alger et Printemps été. La pièce Bar danse sera même diffusée dans certaines émissions de radio. L'artiste renie aussitôt cet album dont il n'aime pas les arrangements. Il ne joue pratiquement jamais les chansons qui le composent en spectacle après 1989, à l'exception d'Alger et de Printemps été. Leloup se fait aussi remarquer par les entrevues peu sérieuses qu'il accorde aux journalistes.
En 1990, Jean Leloup enchaîne avec un second album, L'amour est sans pitié. Après des débuts modestes, l'album connaît des ventes importantes à la suite du lancement d'une chanson intitulée 1990, qui ne figure pas sur l'album original. Elle y est ajoutée au pressage suivant. 1990, qui fut un succès de l'année 1991, avait été composée lors du déclenchement de l'offensive alliée en Irak, ce qui constituait la première guerre du Golfe. Un clip tourné par le DJ montréalais James Di Salvio va contribuer au succès de cette chanson, qui va même acquérir une certaine notoriété en France et dans certaines discothèques aux États-Unis. L'amour est sans pitié contient plusieurs succès,, tels les pièces titres, Cookie, Rock and roll pauvreté, Nathalie et Isabelle. Cette dernière est appuyée par un autre vidéoclip remarqué[source secondaire souhaitée], réalisé par Di Salvio, tourné en partie à New York et mettant en vedette le comédien Julien Poulin. L'amour est sans pitié  est un succès en dehors du Canada, notamment en France, aux Pays-Bas, en Belgique et au Japon.

### Expérimentations musicales
Après le succès considérable de L'amour est sans pitié, la carrière de Leloup tombe dans un long hiatus. Il s'écoule six années avant la parution de son troisième album, maintes fois recommencé. À l'automne 1993, après deux ans d'absence sur scène, il participe à la tournée Rock le Lait, en compagnie de France D'Amour et de Vilain Pingouin,,. Il y présente notamment plusieurs chansons inédites, comme Le Manoir, Maître Edgar et Je deviens fou, esquisses de son album à venir. Le Dôme paraît finalement en 1996. Dans le premier extrait, Le monde est à pleurer, Leloup se moque lui-même de ce long processus en lançant d'entrée de jeu : « after one year, after two years: John The Wolf! ». Le dôme est un succès critique et commercial incontestable, Jean Leloup maniant habilement les genres et ayant encore une fois recours à une pléiade de personnages divers. Le rythme de ses compositions sur Le Dôme ralentit un peu et les chansons deviennent ainsi plus "planantes". Il sort aussi plusieurs clips vidéos pour les chansons Le monde est à pleurer et Johnny Go qu'il co-écrit avec E.P. Bergen et James Di Salvio bien avant la sortie de BV3. Leloup surfe une année sur le succès d'Edgar (une chanson sur Edgar Allan Poe), Sang d'encre ou encore l'énorme succès I Lost My Baby.
En 1997, Jean Leloup fait partie du collectif Bran Van 3000, créé par son ami James « Bran Man » Di Salvio et E.P.. Leloup prête sa voix à Forest, et le premier disque de Bran Van 3000, Glee est dédié à « John The Wolf ».
En 1998, Jean Leloup fait paraître Les Fourmis, un album réalisé, arrangé et mixé par Jean Massicotte qui allie nouvelles compositions et versions live d'anciens morceaux quelque peu modifiés. Les chansons en spectacle sont tirées de prestations au défunt bar d'Auteuil, à Québec.
Les performances sur scène de Jean Leloup, tantôt en spectacle intimiste, tantôt en version « Big Band », attirent des foules en délire,. Il est reconnu pour ses spectacles intenses, même si certains ont été plus sobres. Toutefois il est reconnu pour être une personne enflammée sur scène, remaniant ses succès selon son humeur et son inspiration.

### «Fin» de Jean Leloup
À la fin 2002, Jean Leloup publie son cinquième album, La Vallée des réputations. Il indique quelques mois plus tard que c'est son dernier album. L'écriture se fait plus intimiste, par exemple dans le morceau Les Remords du commandant, ou encore dans le succès Balade à Toronto. Enregistré en collaboration avec des musiciens africains, l'auteur-compositeur penche même du côté du jazz en adaptant, pour conclure l'album, Petite Fleur de Sidney Bechet.
Leloup se retire officiellement le 19 décembre 2003 à Saint-Jean-sur-Richelieu. Ayant orchestré la journée de son suicide scénique[source secondaire souhaitée], il demande à ses admirateurs de lui proposer une mort. Elle s'officialise avec la sortie de son film posthume La Mygale Jaune sur le coffret Exit. Entre des extraits de spectacle, on[Qui ?] y montre le chanteur allant brûler les symboles les plus représentatifs de sa carrière, : son haut-de-forme et sa guitare Jazzmaster 1959 originaux.
À partir de 2004, les activités de Jean Leloup se font sous le nom de Jean Leclerc (son véritable nom). Au mois d'août 2005, il annonce un retour en musique le 20 septembre de la même année. Pour l'exercice, Leclerc s'associe au groupe Porn Flakes le temps d'une chanson intitulée Les Corneilles qui est alors diffusée sur les stations de radio québécoises et qui paraît sur l'album Porn Flakes. Il collabore également avec Anik Jean sur son premier album, Le Trashy Saloon, paru le 30 août 2005,. Entre-temps, il complète le conte philosophique Noir destin que le mien  (anciennement : Le Tour du monde en complet) un projet en cours depuis plusieurs années. Il est finalement publié le 5 octobre 2005 aux éditions Leméac. Leclerc utilise le nom du personnage principal et narrateur de l'histoire, Massoud al Rachid, comme nom de plume.
Le 1er août 2006, Leclerc diffuse sur son site web une nouvelle chanson, intitulée Mexico, et proclame : « Leloup est mort, vive Jean Leclerc »,. Par voie de communiqué, il annonce du même souffle la sortie de l'album Mexico le 19 septembre 2006. Il s'agit d'un album concept relatant la fuite vers le sud d'une femme et de son enfant après le meurtre de son mari violent. Il sort ensuite Tangerine, une chanson qui fait allusion à la déesse Tangerine de l'amour et au rock 'n' roll[source secondaire souhaitée]. Il diffuse également un troisième extrait de l'album, Cowboys groove, le 21 août pour les admirateurs abonnés à sa liste de diffusion[source secondaire souhaitée]. Son album Mexico, qui s'est vendu à plus de 60 000 exemplaires en six mois, a aussi été publié en version 33 tours par le label indépendant Grosse Boîte. Il existe seulement 535 exemplaires de cette édition limitée,.

### Retour de Jean Leloup

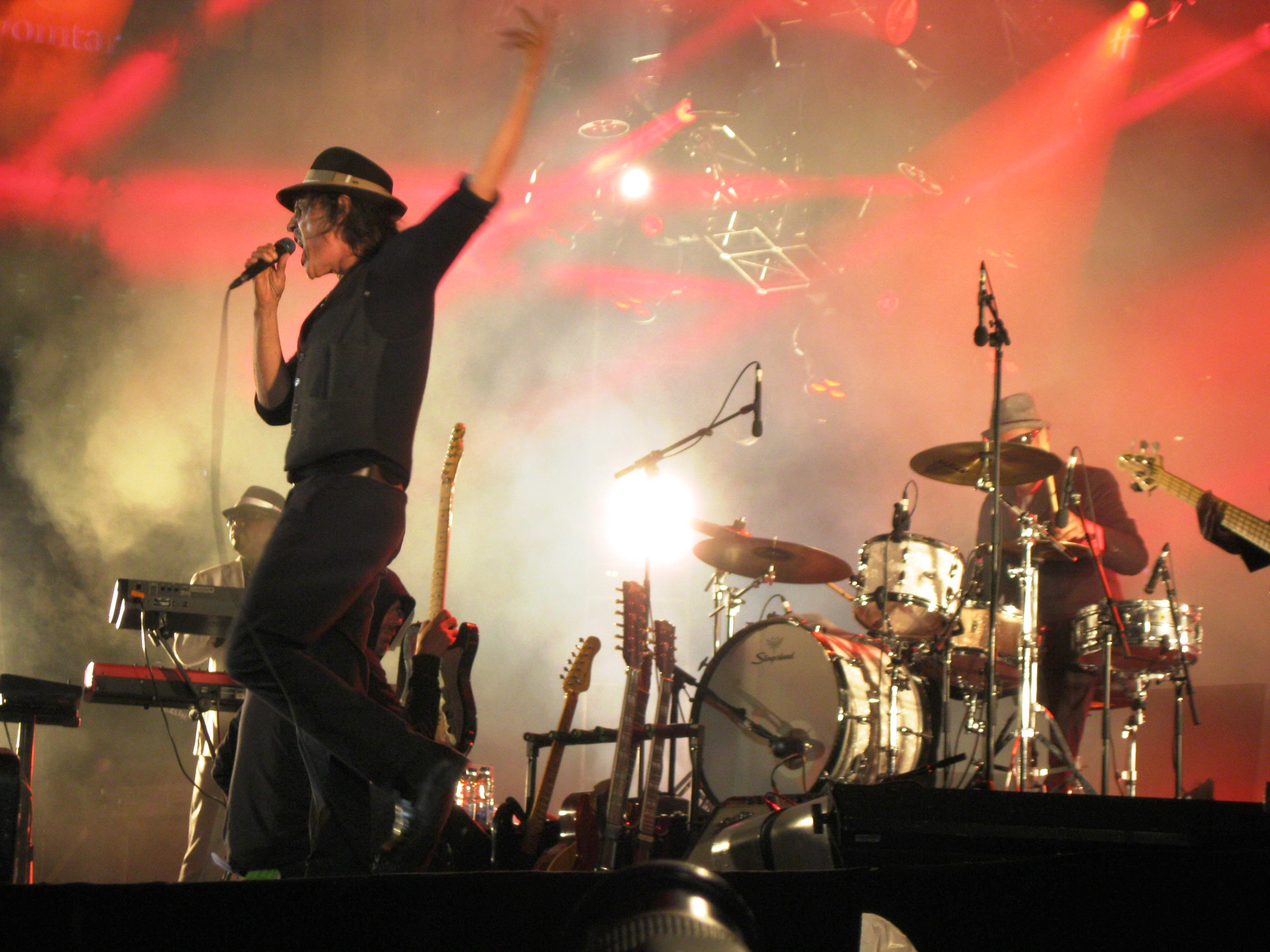
Jean Leloup rebondit à Montréal le 26 juillet 2012.

Le 30 août 2008, il fait un spectacle au Colisée de Québec devant 6 500 personnes dans lequel il crée un spectacle multidisciplinaire, qu'il appelle pow-wow, mêlant rock, danse contemporaine, univers autochtone, etc. Les critiques sont pour la plupart très mauvaises voire massacrantes,,,. Elles relatent les insultes que Jean Leloup a lancées au public parce qu'il le trouvait trop peu dynamique. Les critiques soulignent que l'artiste a toujours eu cette attitude particulière sur scène. Considérant qu'il est allé trop loin et constatant le tollé suscité par sa performance, il fait ses excuses au public quelques jours plus tard déclarant « j'ai mal réagi ! ».
Son album Mille excuses milady est sorti en magasin le 28 avril 2009 sous son ancien nom de scène « Jean Leloup ». Lors de sa présence à l'émission Tout le monde en parle, diffusée sur les ondes de Radio-Canada lors de la saison 2009, il explique le retour de son ancien nom par un simple oubli. En effet, selon ses dires, il avait complètement oublié qu'il avait « tué » Jean Leloup pour faire place à Jean Leclerc. De toute façon, comme il a lui-même dit : « Ben, de toute façon, c'était drôle. »
En 2012, il effectue une tournée de plusieurs festivals au Québec, dont un retour au Festival d'été de Québec, où il interprète ses plus grands succès pour célébrer ses 25 ans de carrière. La tournée est un franc succès tant au niveau des critiques que de l'abondance des foules faisant oublier le fiasco du pow-wow du Colisée.

### À paradis city
Le 2 février 2015, soit un jour avant la date initialement prévue et le lendemain de la diffusion de son passage à l'émission Tout le monde en parle, paraît À Paradis City, premier album studio en six ans qu'il déclare avoir écrit sur une période de dix ans.
Dans cette entrevue, Leloup s'ouvre pour la première fois sur son récent diagnostic de trouble bipolaire. Tel que celui-ci l'explique: « c'est pas facile, parce que je peux être méga angoissé, et après être super hystérique ». Il donne en exemple plusieurs projets qu'il a imaginés durant ses phases maniaques: l'achat d'un voilier pour naviguer sur l'océan (sans expérience préalable), l'achat d'une montagne en Afrique, et la dépense de ses REER dans une compagnie de production. Il spécifie toutefois que la musique lui a permis, en quelque sorte, de rester sur une bonne voie: « J'ai été chanceux, au niveau de mes parents. Mon père m'avait appris la guitare, ma mère, le dessin. Et à un moment donné, quand j'ai vu que c'était pas évident, je pouvais jouer de la guitare, et quand même m'organiser ».
Aux dires de l'artiste, le « Paradis city » représente « l'endroit où tu voulais aller absolument ». Toutefois, la finalité, l'arrivée à ce lieu, est généralement bien plus décevante. Leloup explique ce phénomène dans la chanson titre, Paradis city: « et je cry, et je cry [...] à paradis city ». L'album aurait été écrit dans des périodes plus difficiles pour l'artiste, ce qui se reflète dans les thèmes de l'album tel la mort, la perte, le sentiment d'épuisement.
À paradis city est rapidement devenu un succès commercial et critique. En 2015, Leloup remporte, au Gala des prix Félix, les prix d'Album de l'année (rock), d'auteur ou compositeur de l'année, de chanson de l'année (pour Paradis City) et d'interprète masculin de l'année. Aux Prix Juno 2016, l'album remporte l'album francophone de l'année. Avec plus de 82 000 ventes, l'album sera certifié disque de platine.
En mai 2019, sort L'Étrange Pays,. Cet album est entièrement acoustique (guitare, voix) et a été, selon les dires de Leloup, enregistré en plein air. L'album se retrouve nommé sur la longue liste du prix Polaris.

## Œuvre

### Discographie

#### Collaborations
- 1986 :  La Chanson de Ziggy dans l'opéra-rock Starmania de Luc Plamondon ;
- 1997 : Glee de Bran Van 3000 ;
- 2002 : Jouisseland de Martin Villeneuve[42] ;
- 2001 : Discosis de Bran Van 3000 ;
- 2003 : Papillon sur Café Méliès Volume 1 ;
- 2004 : Béluga de Béluga ;
- 2005 : Le Trashy Saloon d'Anik Jean ;
- 2005 : Les Corneilles sur l'album homonyme des Porn Flakes ;
- 2007 : Depuis le temps sur Le Zoo - Hommage à Jean-Claude Lauzon ;
- 2011 : Guitariste du groupe The Last Assassins (avec Mathieu Leclerc et Virginia Tangvald).

### Filmographie

#### Apparitions et projets télévisuels
- 1989 : Lance et compte (interprétation)
- 1993 : David Copperfield : Jean Leloup est la voix chantée de Murdstone
- 1997 à 2000: La fin du monde est à sept heures (musique du générique par Jean Leloup)
- 2000 : Quelques nouvelles de Jean Leloup (écriture et interprétation).

L'émission a été désignée par plusieurs titres dont L'univers fantastique de Jean Leloup et Herbert au pays de Kunderwald.
Dans le plat pays de Kunderwald vit l'expert comptable Herbert, 45 ans, l'homme le plus moyen du monde. Herbert mène une existence rigoureusement réglée entre le bureau et la maison. Il partage celle-ci avec son épouse, avec qui il entretient des rapports cordiaux et nullement passionnés, ce qui le remplit d'aise. Tout semble donc réglé une fois pour toutes. Cependant, un jour, une longue suite d'aberrations transformeront l'existence d'Herbert en véritable cauchemar...
L'émission devait être diffusée le 3 octobre 1999 dans la série Les Beaux Dimanches. Or, Radio-Canada a décidé de la retirer de l'horaire à la toute dernière minute. L'explication de Radio-Canada : 

« Vous n’êtes pas sans ignorer (sic) que Jean Leloup est un artiste qui se distingue par son originalité, mais aussi par la façon virulente qu’il a de dépeindre la société. Le contenu de « L’Univers fantastique de Jean Leloup » ne fait pas exception et certaines scènes ont été jugées trop violentes ou trop osées pour être diffusées à une heure et à un soir d’écoute familiale risquant ainsi de heurter la sensibilité de certaines personnes. »

Une entrevue avec Jean Leloup donne quelques explications plus précises :

« J'ai fait quelque chose d'éclaté, c'est une histoire bien compliquée », risque Leloup, moins bavard que la veille. Au terme d'un échange décousu, on finit par apprendre qu'on y croise entre autres une fille qui passe son temps à se suicider et un couple préoccupé par leurs relations sexuelles inexistantes. « Le contraste est très drôle, assure Leloup, mais les producteurs ont eu peur que ça encourage au suicide... »
Leloup ressort ses crocs : « C'est l'hypocrisie des médias et l'absence de sens de l'humour qui encouragent au suicide. Les télés du monde entier sont en train de mettre le couvercle sur tous les sujets brûlants. On y passe des émissions tellement plates, tellement chiantes, qui ne sont tellement pas vraies que tous ceux qui ont un peu de sentiment humain sentent qu'ils se font bourrer. Ou bien ils se sentent anormaux. Les kids qui ne ressentent pas tous les beaux sentiments qu'on leur montre à la télé se sentent honteux et épouvantablement merdiques. »
Visiblement échaudé d'avoir frappé le mur de la censure, Leloup parle de ce projet avec détachement. Les producteurs ont pris les choses en main et on devrait voir les résultats l'hiver prochain. Le scénariste lui-même ne sait pas trop à quoi s'attendre. « Je ne l'ai pas encore vu, avoue-t-il. J'espère juste que ça ne ressemble pas à Virginie ! »

Quelques nouvelles de Jean Leloup a finalement été diffusée le 16 décembre 2000. La version télédiffusée dure 46 minutes et il y est bien question de suicide et d'un couple préoccupé par ses relations sexuelles inexistantes.

#### Apparitions et projets cinématographiques
- 1995 : Le Rat de ville et le Rat des champs (interprétation)
- 1998 : Nô (interprétation)
- 2003 : La Mygale Jaune
- 2004 : Bonzaïon (interprétation)
- 2004 : Noir destin que le mien (écriture et interprétation)
- 2004 : La lune viendra d'elle même (interprétation)
- 2007 : Ice Cream (écriture)
- 2011 : Karaoké Dream (écriture) - projection spéciale au Festival international de films Fantasia

### Littérature
- 2005 : Noir destin que le mien (sous le nom de plume Massoud Al-Rachid), Montréal, 24 octobre 2005, Leméac, 96 p.[45],[20].

## Lauréats et nominations

### Gala de l'ADISQ

#### artistique
| Année | Catégorie                                                                  | Pour                                                   | Résultat   |
| ----- | -------------------------------------------------------------------------- | ------------------------------------------------------ | ---------- |
| 1987  | spectacle de l'année - musique et chansons rock                            | Starmania (avec la troupe Starmania)                   | nomination |
| 1989  | découverte de l'année                                                      | Jean Leloup                                            | nomination |
| 1989  | interprète masculin de l'année                                             | Jean Leloup                                            | nomination |
| 1989  | vidéoclip de l'année                                                       | Alger                                                  | nomination |
| 1990  | microsillon de l'année - rock                                              | Menteur                                                | nomination |
| 1990  | premier disque                                                             | Menteur                                                | nomination |
| 1991  | artiste québécois s'étant le plus illustré dans une langue que le français | Jean Leloup                                            | nomination |
| 1991  | interprète masculin de l'année                                             | Jean Leloup                                            | nomination |
| 1991  | spectacle de l'année - rock                                                | Jean Leloup et la sale affaire                         | nomination |
| 1991  | vidéoclip de l'année                                                       | Cookie                                                 | nomination |
| 1992  | artiste québécois s'étant le plus illustré hors Québec                     | Jean Leloup                                            | nomination |
| 1992  | interprète masculin de l'année                                             | Jean Leloup                                            | nomination |
| 1992  | spectacle de l'année - auteur-compositeur-interprète                       | Halloween                                              | nomination |
| 1992  | vidéoclip de l'année                                                       | 1990                                                   | nomination |
| 1997  | album de l'année - rock                                                    | Le Dôme                                                | nomination |
| 1997  | auteur ou compositeur de l'année                                           | Jean Leloup                                            | lauréat    |
| 1997  | chanson populaire de l'année                                               | I lost my baby                                         | nomination |
| 1997  | interprète masculin de l'année                                             | Jean Leloup                                            | nomination |
| 1997  | spectacle de l'année - auteur-compositeur-interprète                       | Comme vous avez de grandes dents                       | nomination |
| 1997  | vidéoclip de l'année                                                       | Johnny Go                                              | nomination |
| 1998  | interprète masculin de l'année                                             | Jean Leloup                                            | nomination |
| 1998  | vidéoclip de l'année                                                       | Le monde est à pleurer                                 | nomination |
| 1999  | album de l'année - meilleur vendeur                                        | Les Fourmis                                            | nomination |
| 1999  | album de l'année - rock                                                    | Les Fourmis                                            | lauréat    |
| 1999  | auteur ou compositeur de l'année                                           | Jean Leloup                                            | lauréat    |
| 1999  | chanson populaire de l'année                                               | La vie est laide                                       | nomination |
| 1999  | interprète masculin de l'année                                             | Jean Leloup                                            | nomination |
| 1999  | spectacle de l'année - auteur-compositeur-interprète                       | Jean Leloup au printemps                               | lauréat    |
| 1999  | vidéoclip de l'année                                                       | La vie est laide                                       | lauréat    |
| 2000  | chanson populaire de l'année                                               | Je joue de la guitare                                  | nomination |
| 2001  | spectacle de l'année - auteur-compositeur-interprète                       | Jean Leloup - acoustique                               | nomination |
| 2003  | album de l'année - meilleur vendeur                                        | La Vallée des réputations                              | nomination |
| 2003  | album de l'année - rock                                                    | La Vallée des réputations                              | lauréat    |
| 2003  | auteur ou compositeur de l'année                                           | Jean Leloup                                            | nomination |
| 2003  | chanson populaire de l'année                                               | Balade à Toronto                                       | nomination |
| 2003  | interprète masculin de l'année                                             | Jean Leloup                                            | nomination |
| 2004  | album de l'année - rock                                                    | Exit                                                   | nomination |
| 2004  | spectacle de l'année - auteur-compositeur-interprète                       | Leloup big band                                        | nomination |
| 2006  | chanson populaire de l'année                                               | Les corneilles (avec Les Porn Flakes)                  | nomination |
| 2007  | album de l'année - alternatif                                              | Mexico                                                 | lauréat    |
| 2007  | chanson populaire de l'année                                               | Tangerine                                              | nomination |
| 2009  | album de l'année - rock                                                    | Mille excuses milady                                   | lauréat    |
| 2009  | auteur ou compositeur de l'année                                           | Jean Leloup                                            | nomination |
| 2009  | chanson populaire de l'année                                               | La plus belle fille de la prison                       | nomination |
| 2009  | interprète masculin de l'année                                             | Jean Leloup                                            | nomination |
| 2015  | album de l'année - choix de la critique                                    | À paradis city                                         | lauréat    |
| 2015  | album de l'année - meilleur vendeur                                        | À paradis city                                         | nomination |
| 2015  | album de l'année - rock                                                    | À paradis city                                         | lauréat    |
| 2015  | auteur ou compositeur de l'année                                           | Jean Leloup                                            | lauréat    |
| 2015  | chanson de l'année                                                         | À paradis city                                         | lauréat    |
| 2015  | interprète masculin de l'année                                             | Jean Leloup                                            | lauréat    |
| 2016  | chanson de l'année                                                         | Voyageur                                               | nomination |
| 2016  | interprète masculin de l'année                                             | Jean Leloup                                            | lauréat    |
| 2016  | spectacle de l'année - auteur-compositeur-interprète                       | Jean Leloup et son orchestre en concert à paradis city | nomination |
| 2016  | spectacle de l'année - auteur-compositeur-interprète                       | Jean Leloup solo - le fantôme de paradis city          | lauréat    |
| 2020  | album de l'année - folk                                                    | L'Étrange Pays                                         | lauréat    |
| 2020  | album de l'année - meilleur vendeur                                        | L'Étrange Pays                                         | nomination |

#### industriel
| Année | Catégorie                                   | Pour | Résultat   |
| ----- | ------------------------------------------- | --- | ---------- |
| 1992  | émission de télévision de l'année - chanson | Jean Leloup Francofolies 1990                                                                               | nomination |
| 1992  | metteur en scène de l'année                 | Jean Leloup pour Halloween                                                                                  | nomination |
| 1997  | pochette de disque de l'année               | Yves Archambault, Audiogram, Christophe Chat-Verre, Jean Leloup et Tchi pour Le Dôme                        | nomination |
| 1997  | réalisateur de disque de l'année            | Jean Leloup pour Le Dôme                                                                                    | nomination |
| 1999  | pochette de l'année                         | Audiogram, Christophe Chat-verre, Jean Leloup, Benno Russell, Tshi et Jean-François Vézina pour Les Fourmis | nomination |
| 1999  | réalisateur de disque de l'année            | Jean Leloup, Jean Massicotte et Denis Wolff pour Les Fourmis                                                | lauréat    |
| 2004  | metteur en scène de l'année                 | Jean Leloup pour Leloup big band                                                                            | nomination |
| 2016  | metteur en scène de l'année                 | Jean Leloup                                                                                                 | lauréat    |

### Prix Juno[64]
| Année | Catégorie                       | Pour                 | Résultat   |
| ----- | ------------------------------- | -------------------- | ---------- |
| 2000  | album francophone le plus vendu | Les fourmis          | nomination |
| 2010  | album francophone de l'année    | Mille excuses Milady | nomination |
| 2016  | album de l'année                | À paradis city       | nomination |
| 2016  | album francophone de l'année    | À paradis city       | lauréat    |
| 2020  | album francophone de l'année    | L'étrange pays       | nomination |

### Autres prix
- 1983: Vainqueur du Festival de la chanson de Granby[3]
- 1991: artiste masculin de l'année pour le vidéoclip Cookie au Vidéogala